# Basil Henriques
Basil Lucas Quixano Henriques (Londres, 1890-Londres, 1961) fue un filántropo de origen judío y ascendencia portuguesa que realizó su trabajo en el East End de Londres durante la primera mitad del siglo xx.

## Biografía
Descendiente de una prominente familia judía, Henriques cursó sus estudios en Harrow School y University College, Oxford. Después de servir en el Cuerpo de Tanques, durante la Primera Guerra Mundial, se casó con Rose Loewe en 1916 y trabajaron juntos durante su matrimonio. 
Además de proponer reformas de ceremonias religiosas judías, Henriques creó «clubes para niños judíos necesitados». Así, los niños recibieron educación, formación profesional y ejercitaban el ocio. 
La actitud de Henriques respecto al cuidado de los niños menos afortunados fue de entendimiento, a través del amor y la bondad. De esta manera, se anticipó a los modelos actuales orientados hacia el bienestar social de los niños. Desde 1923 hasta 1950, enviaba frecuentemente a niños con problemas de salud a su casa de campo en Linslade (Buckinghamshire) para su recuperación.
Más tarde se convirtió en juez y en 1955 fue nombrado caballero. Durante la viudez de su esposa, lady Henriques publicó Años en Stepney (1966), una biografía de su marido.
La antigua calle Berner en el barrio de Whitechapel pasó a llamarse calle Henriques en su honor.

## Obra
Basil Henriques fue autor de varios libros, algunos de ellos relacionados con sus actividades filantrópicas.
- 1945: ¿Qué es el judaísmo?
- 1950: Las indiscreciones de un magistrado
- 1951: Fratres: los chicos del club de uniforme, una antología
- 1955: La casa-reparador: la prevención de la infelicidad en los niños

También escribió el prólogo de la novela de Enid Blyton The Six Bad Boys (1951), en la que el mal ambiente familiar termina por conducir a los hijos a comparecer por robo ante un tribunal infantil. Henriques alaba a Blyton en su prólogo por su tratamiento del tema, y hace hincapié en los efectos perniciosos de los hogares rotos.